# Guttenberg (Kemnath)
Guttenberg ist ein Gemeindeteil der Stadt Kemnath im oberpfälzischen Landkreis Tirschenreuth.
Die Ortskapelle trägt das Patrozinium des heiligen Ulrich. Die Ortschaft wird bereits 1283 in dem Saalbuch von Ludwig der Strenge als "Superius Gutenberch" erwähnt.

## Geschichte
Gutenberg bildete 1819 einen eigenen Steuerdistrikt und eine Landgemeinde im Landgericht Kemnath.
Am 1. Januar 1972 wurde die Gemeinde Guttenberg mit den Ortsteilen Guttenberg, Schweißenreuth und Tiefenbach nach Kemnath eingemeindet.

### Einwohnerentwicklung
- 1829: 110[4]
- 1876: 81[5]
- 1987: 60[1]

## Vereine
In Guttenberg gibt es den Radfahrerverein Concordia Guttenberg u. Umg. Im Ort gibt es auch eine eigene Freiwillige Feuerwehr.

## Münzfund
Im Frühjahr 1977 entdeckte der 11-jährige Michael Feit aus Erbendorf gemeinsam mit seinem Vater bei Erdarbeiten an einem abgelassenen Teich südlich von Guttenberg eine römische Fundmünze. Der Fundort liegt in der sogenannten „Point“, etwa 300 Meter südlich des Ortes. Nach der Entfernung der grünlichen Kruste des walnussgroßen Objekts wurde die Münze als römisch identifiziert. Es handelt sich um eine Kupfermünze mit einem Durchmesser von 28 mm, geprägt unter Kaiser Nerva im Jahr 97 n. Chr. Die Münze zeigt auf der Vorderseite das Porträt des Kaisers mit Lorbeerkranz und auf der Rückseite die stehende Fortuna mit Füllhorn und Steuerruder. Die Nähe des Fundortes zu einer historischen Handelsstraße lässt vermuten, dass die Münze entweder durch Handel in die Region gelangte oder als Weihegabe an einer Quelle hinterlegt wurde. Wissenschaftliche Untersuchungen bestätigen die Bedeutung des Fundes für die regionale Geschichte und die Altstraßenforschung.